# Sei Shonagon
Sei Shōnagon (清少納言) (c.966 - 1017) a fost o scriitoare japoneză, doamnă de companie a împărătesei Teishi (Sadako) și rival literar al mai bine-cunoscutei scriitoare Murasaki Shikibu, autoarea romanului Genji monogatari (Povestea prințului Genji, sec. al XI-lea).
Deși numele real al lui Sei Shōnagon nu este documentat, se presupune că s-ar fi născut Kiyohara Nagiko (清原 諾子). Numele sub care a rămas cunoscută este Sei (o citire alternativă a primului caracter chinezesc din numele ei de familie: 清), urmat de cuvântul shōnagon 
少納言, care indică o poziție minoră de curtean: consilier de rang mic.
Sei Shōnagon a intrat în istoria literaturii japoneze drept întemeietoarea speciei literare zuihitsu (随筆), care s-ar traduce „în voia pensulei”. Autorul se lasă purtat de gând și transpune totul pe hârtie. Capodopera lui Sei Shōnagon este volumul Makura no sōshi (枕草子, 1002), tradusă în limba română de Stanca Scholz-Cionca cu titlul Însemnări de căpătâi. Specia zuihitsu va fi exemplificată mai târziu de autori precum Kamo no Chōmei, cu Hōjōki (方丈記, Letopiseț din sihăstrie, 1212) și de Yoshida Kenkō (吉田 兼好), cu Tsurezuregusa (Mâzgăleli, 1332).